# Lepsius-Pyramidenliste

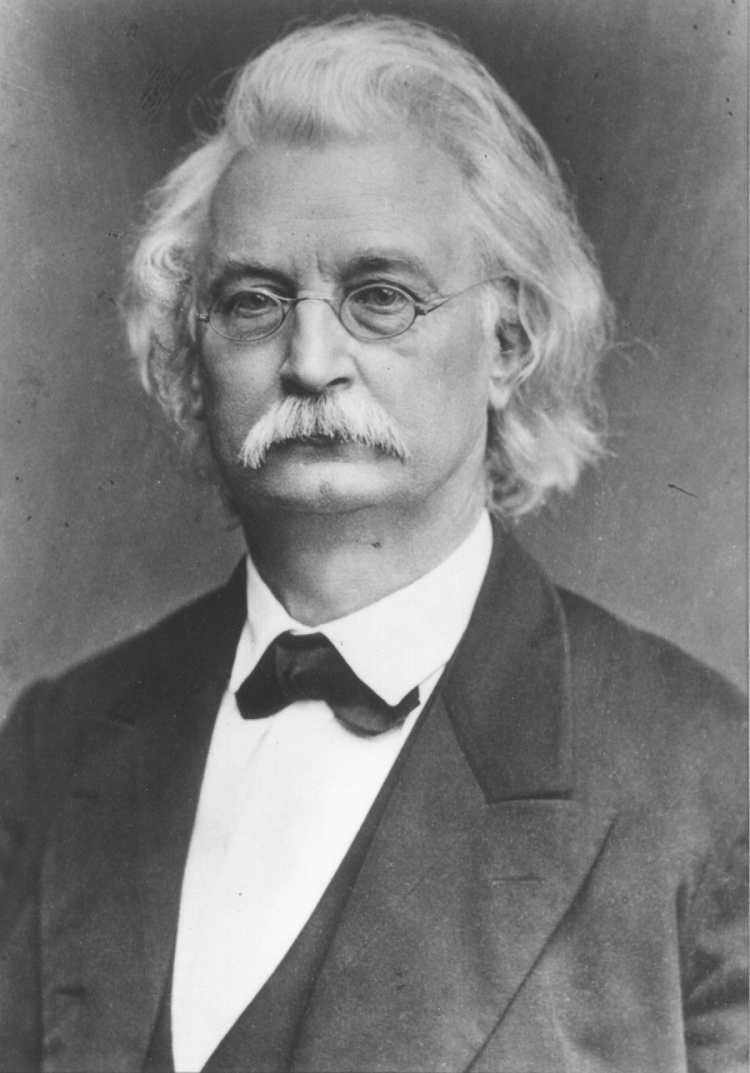
Karl Richard Lepsius

Die Lepsius-Pyramidenliste stammt von Karl Richard Lepsius.
Lepsius erstellte bei der Auswertung seiner Expedition nach Ägypten (1842–1845) eine Liste aller Monumente in Ägypten, die er als Pyramiden identifizierte. Diese Liste veröffentlichte er in seinem Hauptwerk Denkmäler aus Aegypten und Aethiopien (1849–1859).
Bei der Zusammenstellung der Liste nummerierte er die Bauwerke geographisch sortiert von Norden nach Süden, wobei Abu Roasch die nördlichste und Hawara die südlichste Stätte war. Die Nummerierung erfolgte in römischen Zahlen.
Nicht alle Objekte, die Lepsius als Pyramiden katalogisierte, erwiesen sich bei genaueren Untersuchungen als solche. Einige sind Sonnentempel, Mastabas oder sonstige massive Bauwerke von Pyramidenkomplexen, andere konnten bei späteren Untersuchungen gar nicht identifiziert werden.
Einige der Bauwerke, die keinem Bauherren zugeschrieben werden konnten, werden bis heute mit ihrer Nummer aus Lepsius’ Liste bezeichnet (z. B. Lepsius-I-Pyramide, Lepsius-XXIV-Pyramide, Lepsius-XXV-Pyramide, Lepsius-L-Pyramide).

## Pyramidenliste
- Objekte, die heute nicht mehr als Pyramide gelten oder nicht mehr identifiziert werden können, sind grau hinterlegt.
- Objekte, die auch heute nur unter der Lepsius-Nummer bekannt sind, sind kursiv dargestellt

| Listeneintrag | Ort             | Heutige Bezeichnung des Objekts                                  | Bild |
| ------------- | --------------- | ---------------------------------------------------------------- | ---- |
| I             | Abu Roasch      | Lepsius-I-Pyramide                                               |      |
| II            | Abu Roasch      | Radjedef-Pyramide                                                |      |
| III           | Abu Roasch      | Königinnenpyramide (?) der Radjedef-Pyramide                     |      |
|               |                 |                                                                  |      |
| IV            | Gizeh           | Cheops-Pyramide                                                  |      |
| V             | Gizeh           | Königinnenpyramide G-Ia                                          |      |
| VI            | Gizeh           | Königinnenpyramide G-Ib                                          |      |
| VII           | Gizeh           | Königinnenpyramide G-Ic                                          |      |
| VIII          | Gizeh           | Chephren-Pyramide                                                |      |
| IX            | Gizeh           | Mykerinos-Pyramide                                               |      |
| X             | Gizeh           | Königinnenpyramide G-IIIc                                        |      |
| XI            | Gizeh           | Königinnenpyramide G-IIIb                                        |      |
| XII           | Gizeh           | Königinnenpyramide G-IIIa                                        |      |
|               |                 |                                                                  |      |
| XIII          | Saujet el-Arjan | Baka-Pyramide                                                    |      |
| XIV           | Saujet el-Arjan | Chaba-Pyramide                                                   |      |
|               |                 |                                                                  |      |
| XV            | Abu Gorab       | Sonnenheiligtum des Niuserre (ursprünglich „Pyramide von Righa“) |      |
|               |                 |                                                                  |      |
| XVI           | Abusir          | Unidentifizierte Ziegelpyramide                                  |      |
| XVII          | Abusir          | Sonnenheiligtum des Userkaf                                      |      |
| XVIII         | Abusir          | Sahure-Pyramide                                                  |      |
| XIX           | Abusir          | Mastaba des Ptahschepses                                         |      |
| XX            | Abusir          | Niuserre-Pyramide                                                |      |
| XXI           | Abusir          | Neferirkare-Pyramide                                             |      |
| XXII          | Abusir          | Unbekanntes Bauwerk                                              |      |
| XXIII         | Abusir          | Unbekanntes Bauwerk                                              |      |
| XXIV          | Abusir          | Lepsius-XXIV-Pyramide                                            |      |
| XXV           | Abusir          | Lepsius-XXV-Pyramide                                             |      |
| XXVI          | Abusir          | Raneferef-Pyramide                                               |      |
| XXVII         | Abusir          | Schachtgrab                                                      |      |
| XXVIII        | Abusir          | Unvollendete Pyramide (?)                                        |      |
|               |                 |                                                                  |      |
| XXIX          | Sakkara         | Lepsius-XXIX-Pyramide („Die kopflose Pyramide“)                  |      |
| XXX           | Sakkara         | Teti-Pyramide                                                    |      |
| XXXI          | Sakkara         | Userkaf-Pyramide                                                 |      |
| XXXII         | Sakkara         | Djoser-Pyramide                                                  |      |
| XXXIII        | Sakkara         | Nordpavillon des Djoser                                          |      |
| XXXIV         | Sakkara         | Südpavillon des Djoser                                           |      |
| XXXV          | Sakkara         | Unas-Pyramide                                                    |      |
| XXXVI         | Sakkara         | Pepi-I.-Pyramide                                                 |      |
| XXXVII        | Sakkara         | Djedkare-Pyramide                                                |      |
| XXXVIII       | Sakkara         | Nebenpyramide der Djedkare-Pyramide                              |      |
| XXXIX         | Sakkara         | Merenre-Pyramide                                                 |      |
| XL            | Sakkara         | Ibi-Pyramide                                                     |      |
| XLI           | Sakkara         | Pepi-II.-Pyramide                                                |      |
| XLII          | Sakkara         | Nebenpyramide der Pepi-II.-Pyramide                              |      |
| XLIII         | Sakkara         | Mastaba des Schepseskaf                                          |      |
| XLIV          | Sakkara         | Chendjer-Pyramide                                                |      |
| XLV           | Sakkara         | Mastabaanlage, 13. Dynastie                                      |      |
| XLVI          | Sakkara         | Süd-Pyramide von Sakkara-Süd                                     |      |
|               |                 |                                                                  |      |
| XLVII         | Dahschur        | Sesostris-III.-Pyramide                                          |      |
| XLVIII        | Dahschur        | Südöstliche Königinnenpyramide der Sesostris-III.-Pyramide       |      |
| XLIX          | Dahschur        | Rote Pyramide                                                    |      |
| L             | Dahschur        | Lepsius-L-Pyramide                                               |      |
| LI            | Dahschur        | Amenemhet-II.-Pyramide                                           |      |
| LII           | Dahschur        | Pylon des Amenemhet-II.-Komplexes                                |      |
| LIII          | Dahschur        | Pylon des Amenemhet-II.-Komplexes                                |      |
| LIV           | Dahschur        | Pyramide von Zentral-Dahschur                                    |      |
| LV            | Dahschur        | Mastaba des Siese                                                |      |
| LVI           | Dahschur        | Knickpyramide                                                    |      |
| LVII          | Dahschur        | Nebenpyramide der Knickpyramide                                  |      |
| LVIII         | Dahschur        | Amenemhet-III.-Pyramide                                          |      |
| LVIX          | Dahschur        | Nördliche Pyramide von Masghuna                                  |      |
|               |                 |                                                                  |      |
| LX            | El-Lischt       | Amenemhet-I.-Pyramide                                            |      |
| LXI           | El-Lischt       | Sesostris-I.-Pyramide                                            |      |
| LXII          | El-Lischt       | Mastaba (unbekannter Erbauer)                                    |      |
| LXIII         | El-Lischt       | Mastaba des Sesostrisanch                                        |      |
| LXIV          | El-Lischt       | Mastaba, vielleicht eines Sesostris                              |      |
|               |                 |                                                                  |      |
| LXV           | Meidum          | Meidum-Pyramide                                                  |      |
|               |                 |                                                                  |      |
| LXVI          | El-Lahun        | Sesostris-II.-Pyramide                                           |      |
|               |                 |                                                                  |      |
| LXVII         | Hawara          | Hawara-Pyramide                                                  |      |

## Karten
Auf den Karten, die Lepsius von den Nekropolen anfertigte, sind die oben aufgeführten Objekte eingezeichnet. Die Reihenfolge ist wie in obiger Tabelle von Norden nach Süden geordnet.

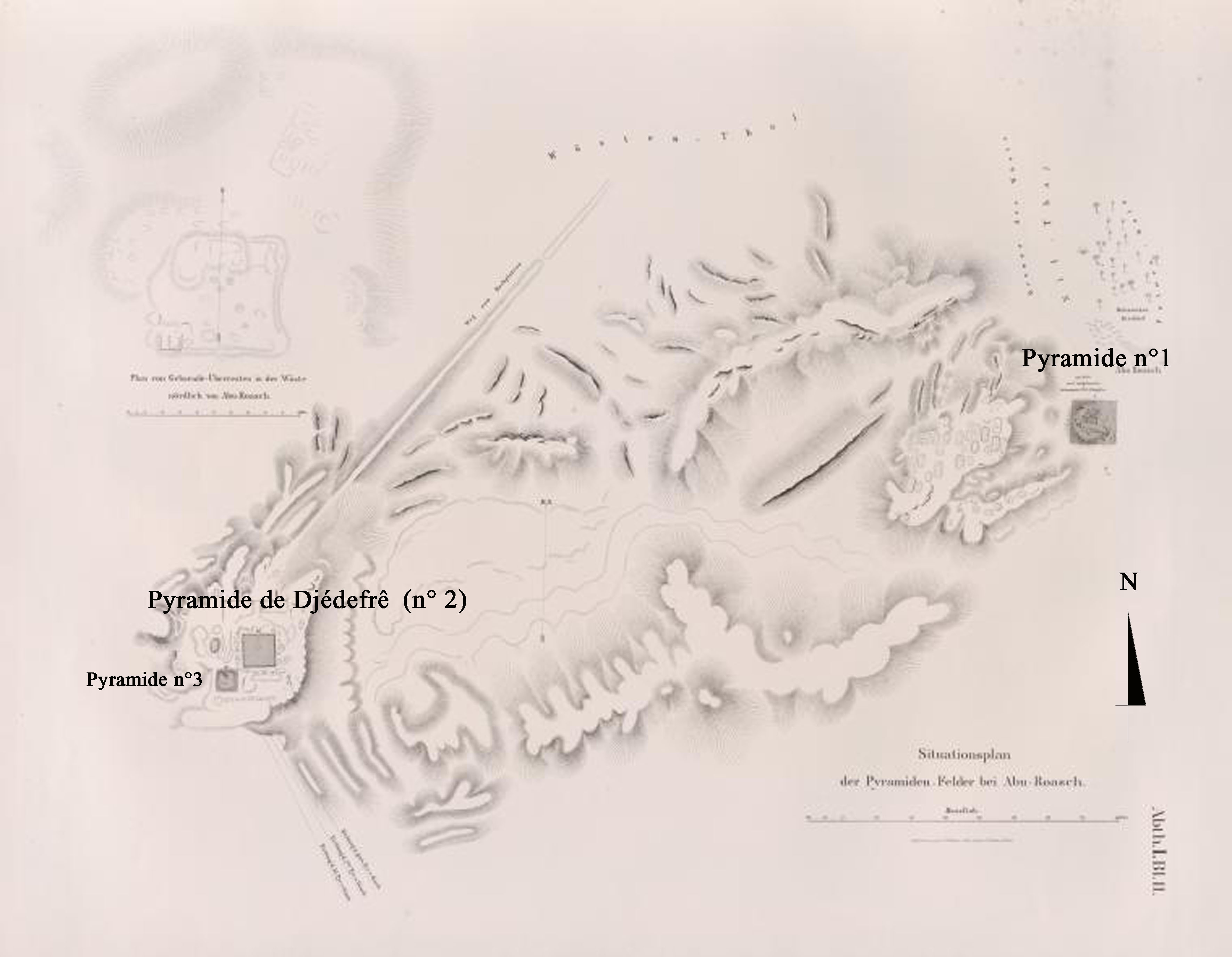
Abu Roasch
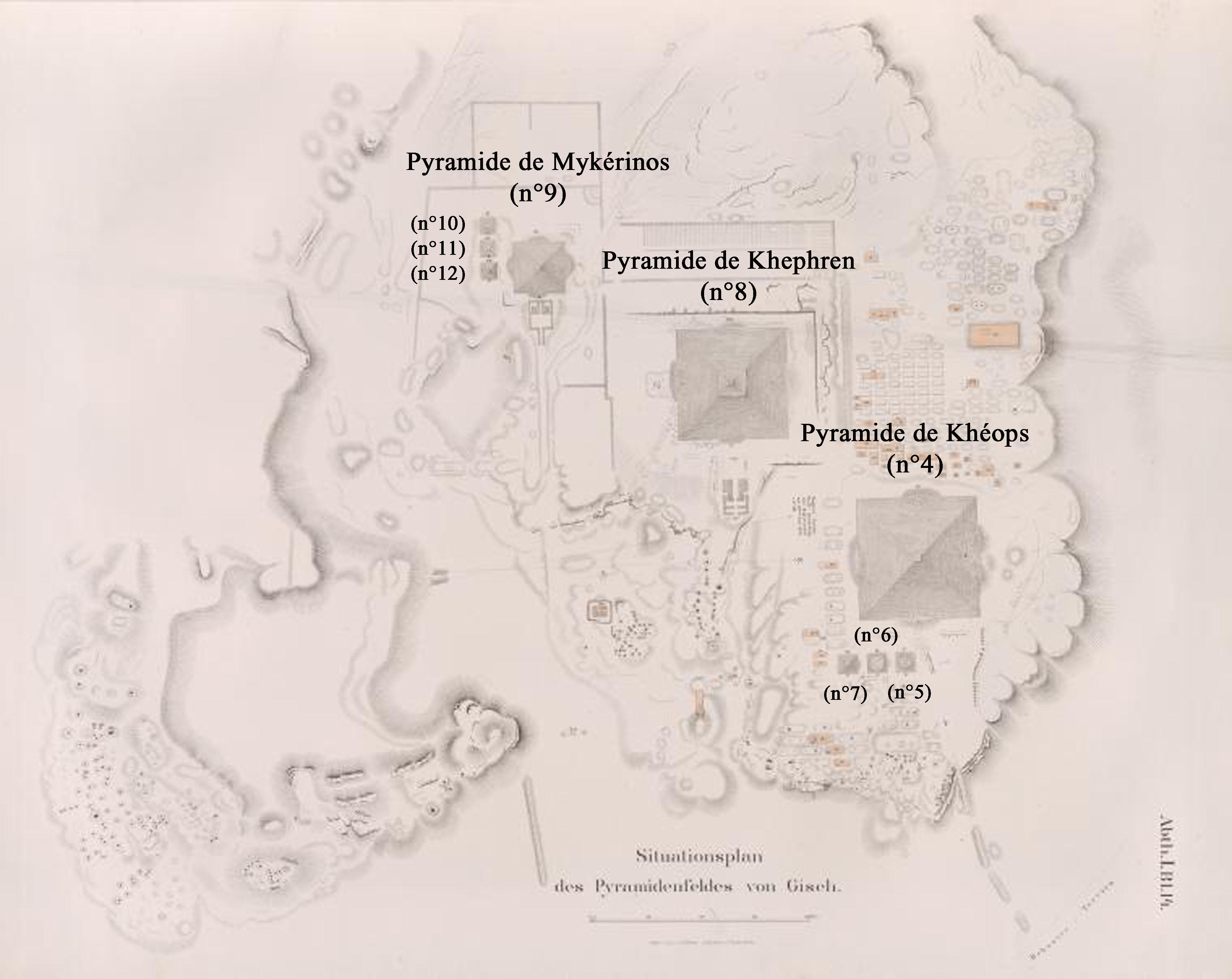
Gizeh
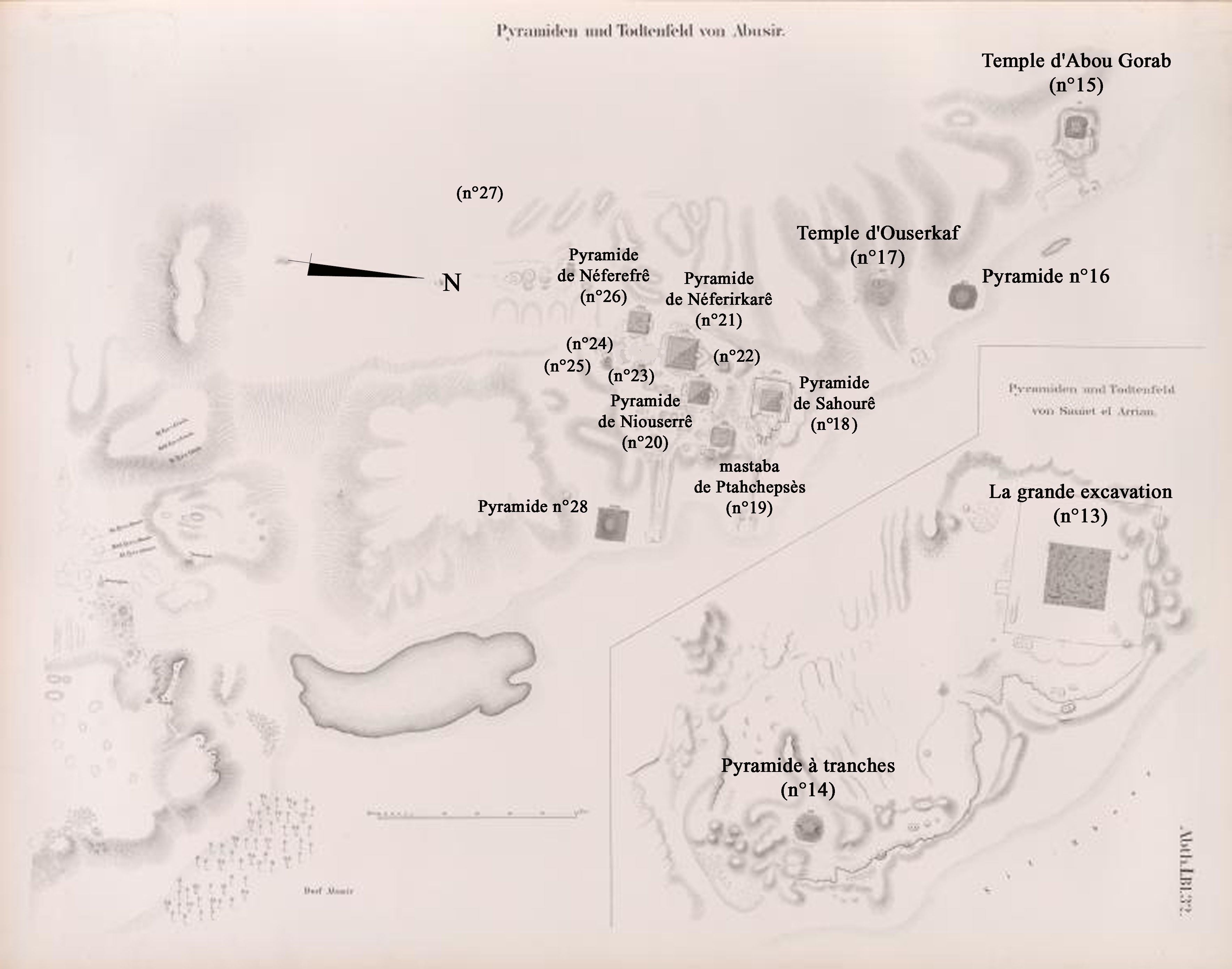
Saujet el-Arjan und Abusir
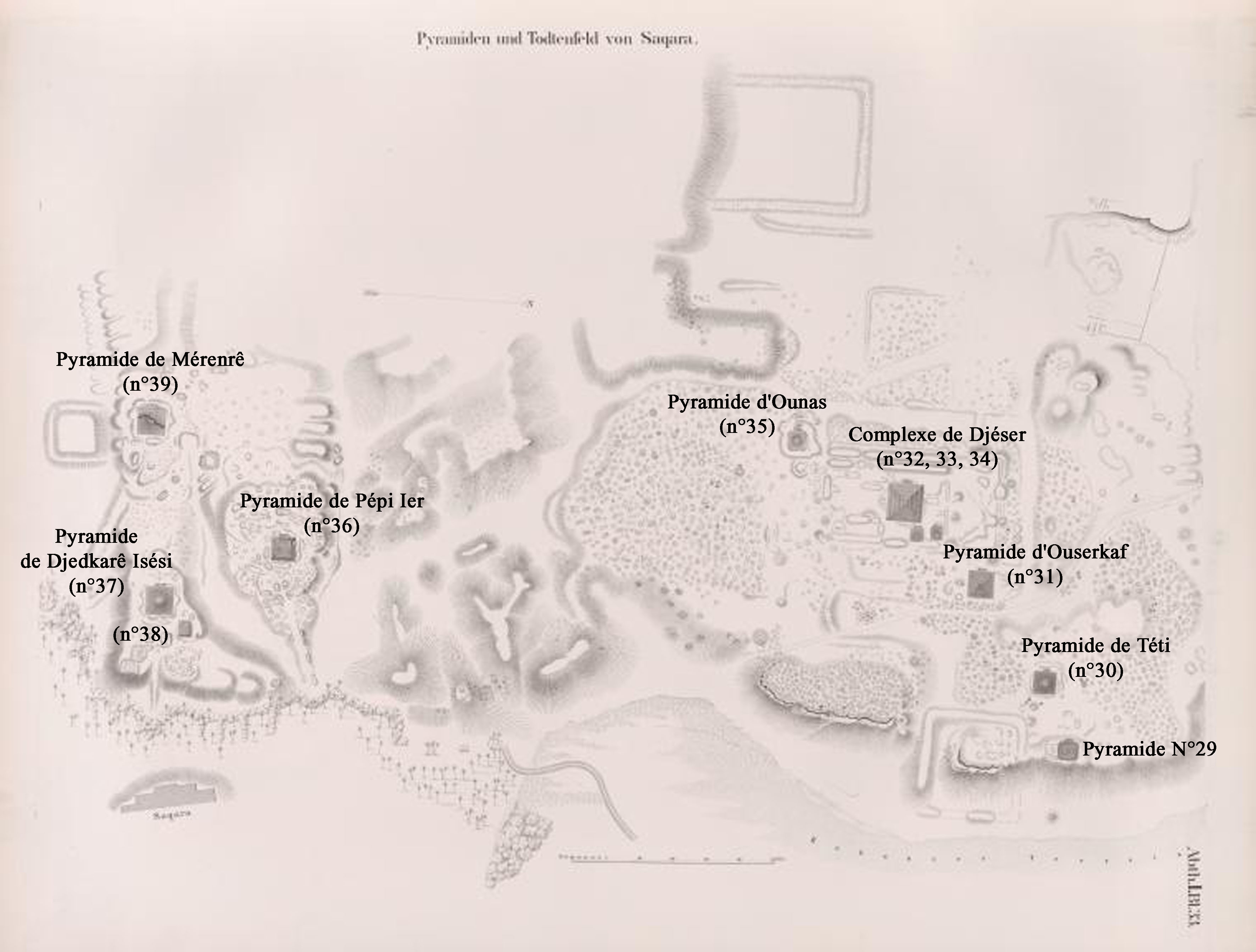
Sakkara
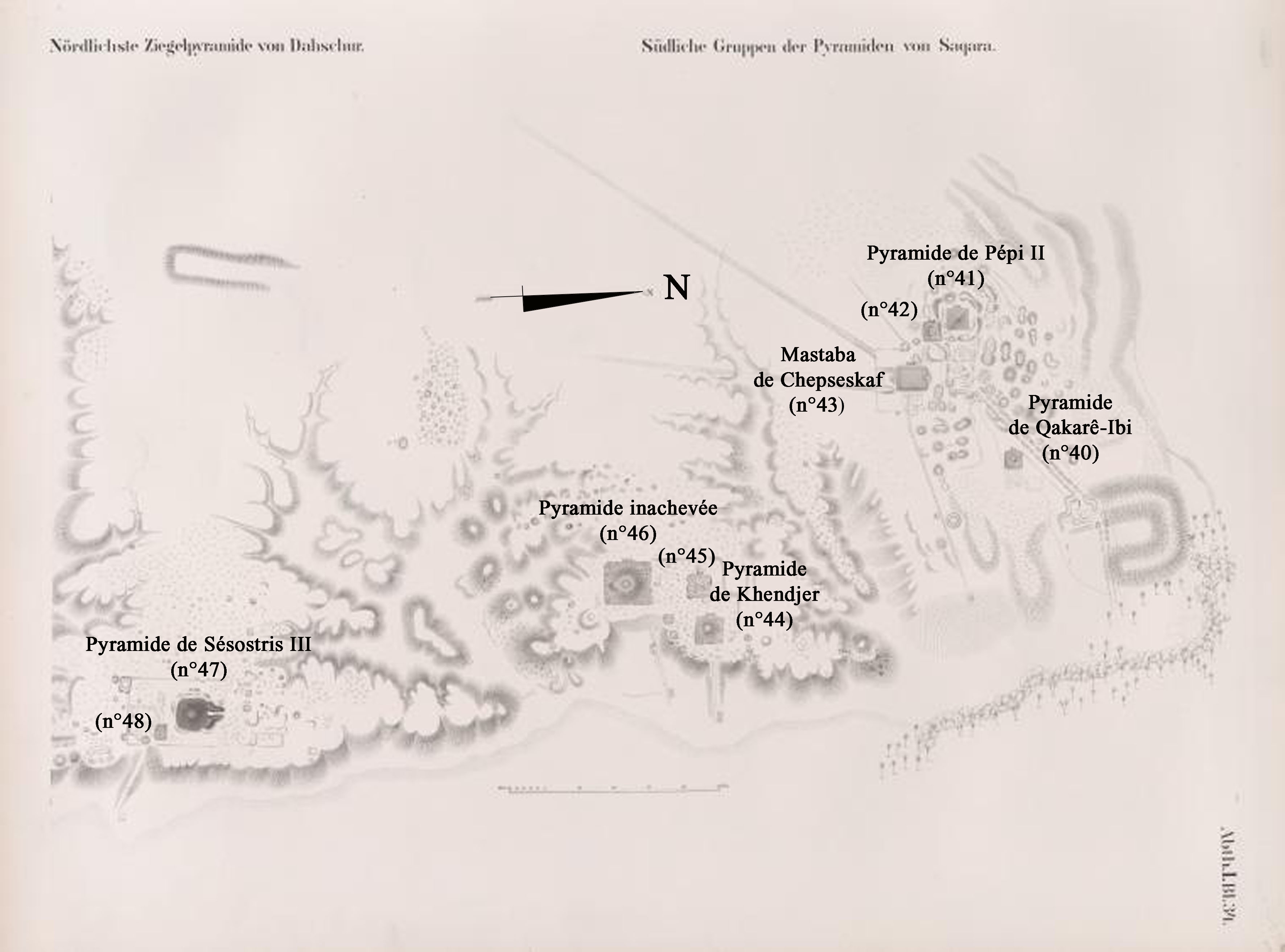
Sakkara Süd
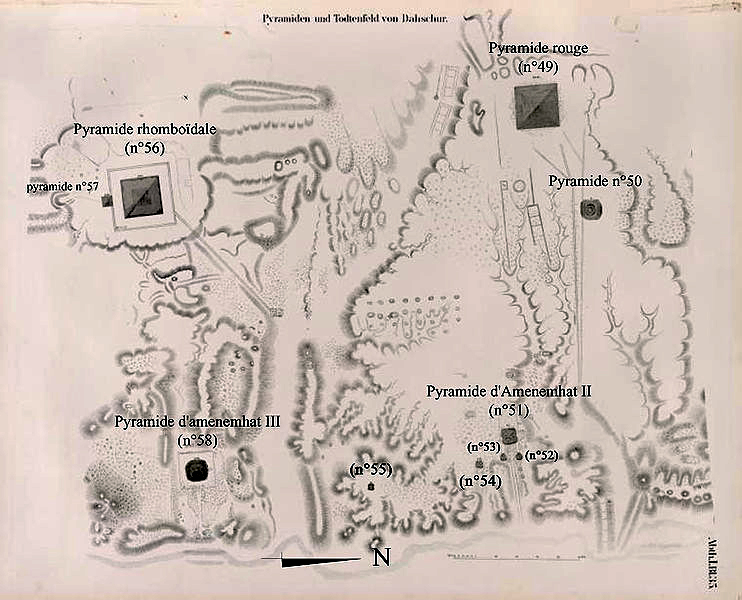
Daschur
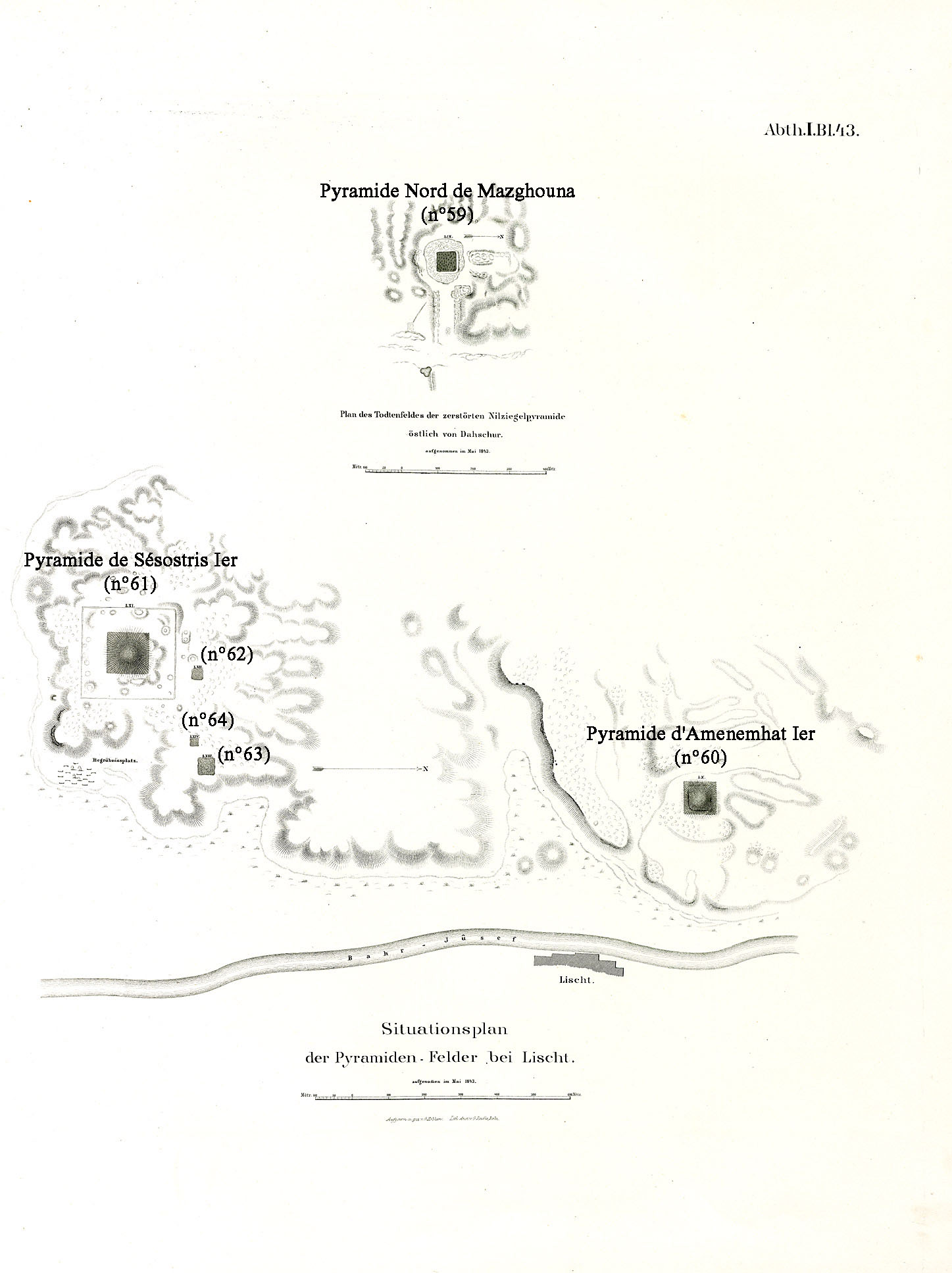
El Lischt
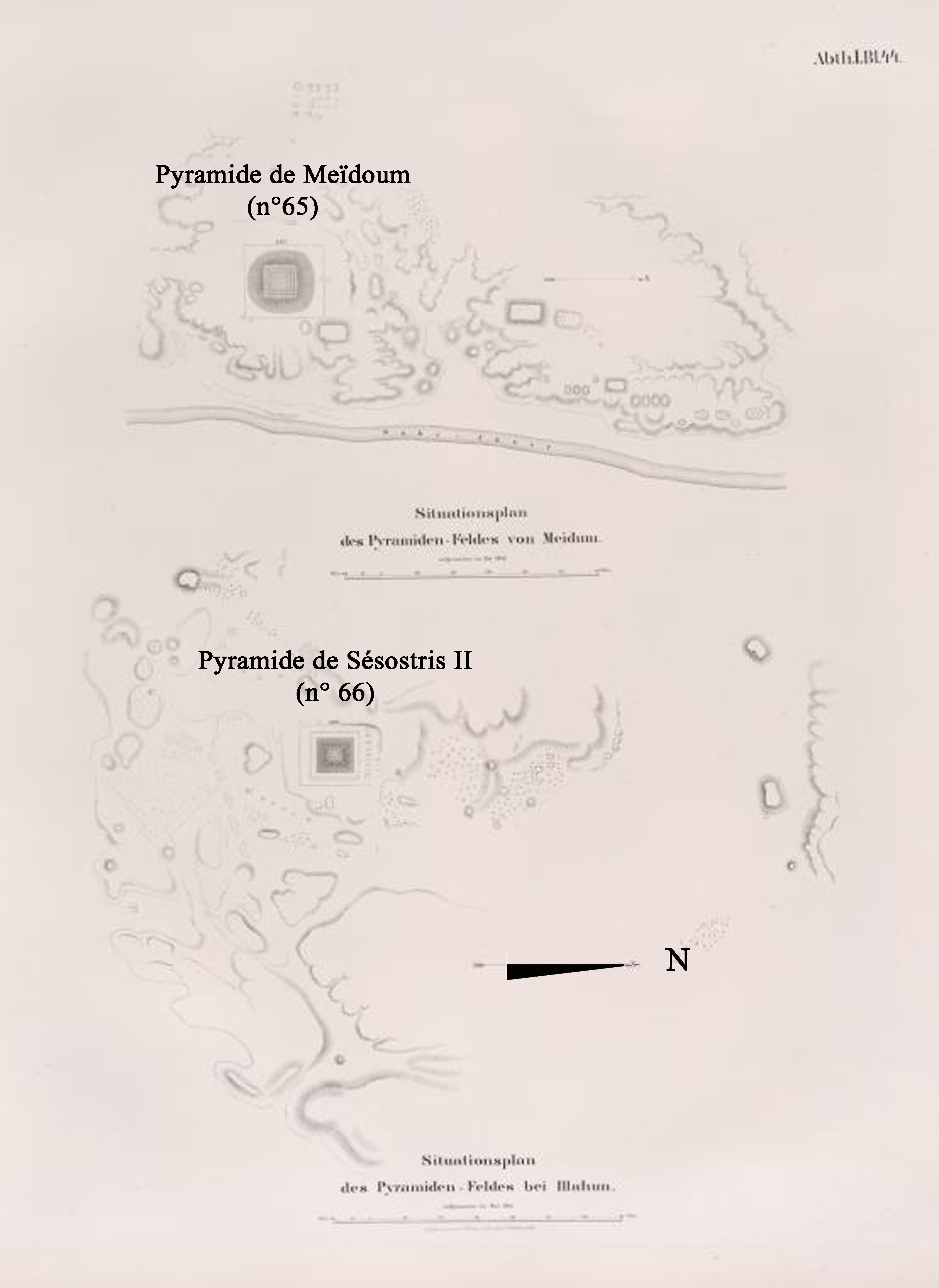
Meidum und El-Lahun
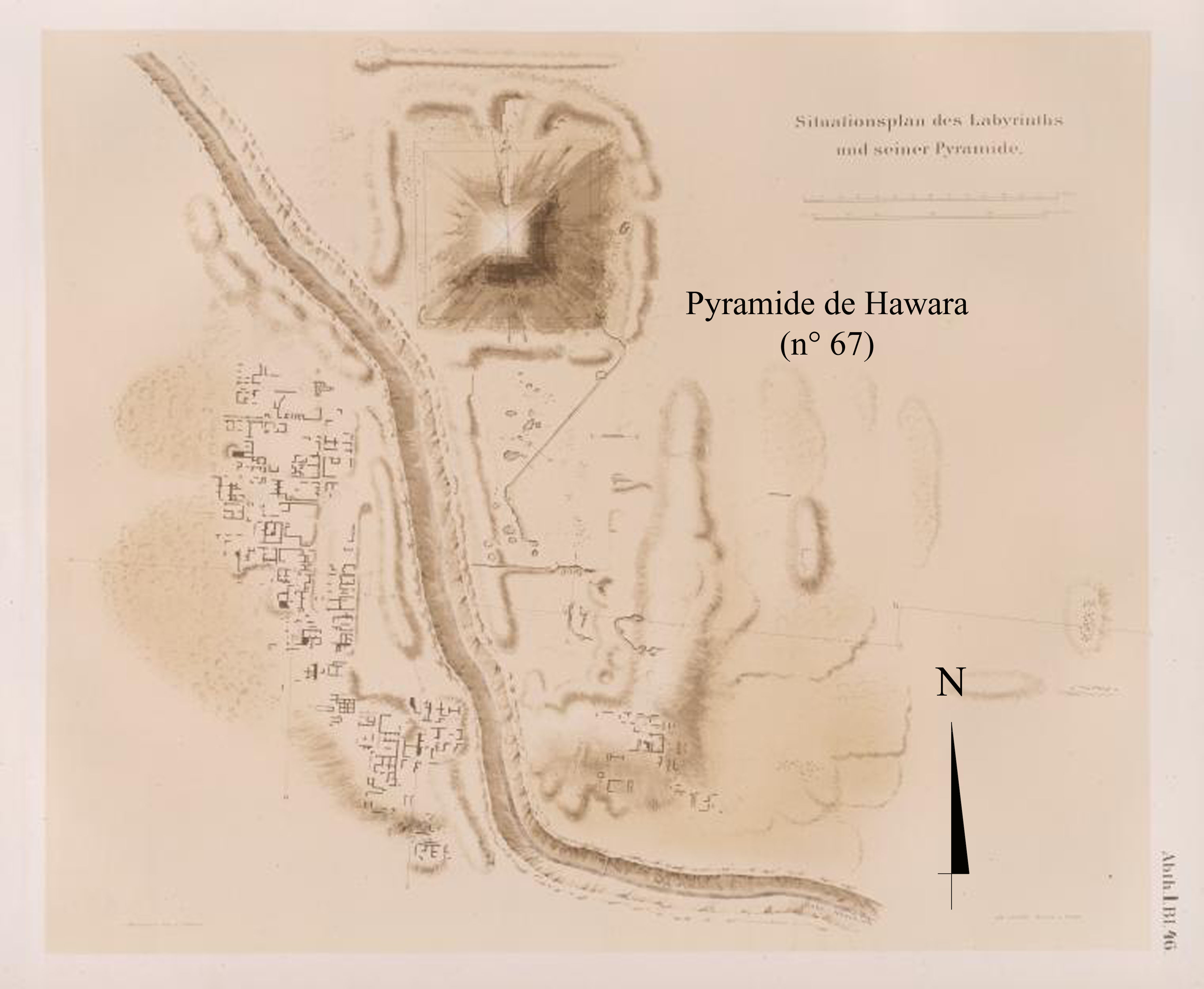
Hawara